# Napoleonsapfel
Der Napoleonsapfel ist eine alte Apfelsorte aus Deutschland, die lange Zeit als verschollen galt, bis sie im Jahr 2018 von Pomologen in der Prignitz und im benachbarten Wendland wiederentdeckt wurde.

## Geschichte
Der Napoleonsapfel ist allein durch eine historische Sortenliste der Baumschule Quade, die auch den Roten Brasil, Apfel des Jahres 2018, gezüchtet und vertrieben hat, überliefert. Die Sortenliste stammt aus den 1930er Jahren. Nun stießen unabhängig voneinander die drei Pomologen Urte Delft, Silke Last und Hermann Stolberg in der Prignitz und im Amt Neuhaus auf einen Apfel, welcher bisher in der Fachliteratur nicht beschrieben, jedoch von ansässigen Familien „Napoleonsapfel“ genannt wird. Das Bundessortenamt bestätigte die Vermutung, dass es sich hierbei um ein und dieselbe Sorte handelt.

## Sorteneigenschaften
Der Napoleonsapfel ist gelb-rot gestreift, hat mittelfestes, saftiges Fleisch und schmeckt fein aromatisch. Er reift im September/Oktober und ist bei kühler Lagerung bis April haltbar. Die Bäume können sehr groß werden, sind robust und gut für Obstwiesen der Region geeignet.